# 云溪别墅
云溪别墅，位于江西省上饶市婺源县江湾镇理坑村东北角，为清道光年间余启官在理坑村所建的三座府第之一。
余启官（字佐卿，号云溪先生）早期经营茶业；后改业成为庠生，潜心读书；后担任官员光禄大夫。在他人生的三个时期，各建了一座府第：
- 崇德堂 (婺源理坑村)，余启官经商时期所建的宅第
- 云溪别墅，余启官成为庠生，潜心读书时期所建的花园式别墅。
- 大夫第，余启官担任官员光禄大夫期间修建。[1]。

云溪别墅大门简朴，倒座却雕刻精美。其厅堂面积达80㎡，而两侧的卧房只有12㎡。梁架仅髹以桐油，颇为古朴。
1949年以后，云溪别墅改为村委会所在地，1979年由余新源购买为私宅。2006年5月25日，云溪别墅作为理坑村民居的子项目，列为全国重点文物保护单位。